# Idaea graciliata
Idaea graciliata är en fjärilsart som beskrevs av Mann 1867. Idaea graciliata ingår i släktet Idaea och familjen mätare. Inga underarter finns listade i Catalogue of Life.